# Cima d'Era
La Cima d'Era, Ehrenpolpitze in tedesco, è una cima delle Alpi Orientali, dei Monti di Fundres, di 2.774 metri, situato fra la valle del Lago Selvaggio e la Valle di Valles, vicino al passo Val di Nebbia (Rauchtaljoch) e non lontano dal Picco della Croce e la Cima della Vista.

## Salita
La vetta è spesso ignorata dagli escursionisti per l'assenza di una chiara via di salita, offre invece una magnifica visione dell'intera conca del lago, oltre a permettere una visione, in lontananza, sia delle Dolomiti che del crinale principale delle Alpi Aurine.
Dal Rifugio Bressanone (m 2322) il sentiero prosegue oltre piegando marcatamente verso sinistra e incuneandosi, in progressiva salita, nella stretta Val di Nebbia (Rauchtal). Salendo verso il passo di Val di Nebbia si possono incontrare nevosi presenti fino a estate inoltrata. Raggiunto il passo (m 2808) si può salire al Picco della Croce, si prosegue tra i massi in direzione del bordo orientale del lago; si segue dall'alto la sponda sino a guadagnarne l'estremità meridionale. Poco prima che il sentiero scenda rapidamente a guadare il piccolo emissario del lago, si abbandona il tracciato segnato e si sale lungo le ripide pendici erbose della Cima d'Era. Per evitare un tratto molto ripido, invece di puntare direttamente alla vetta si sale in direzione del crinaletto che scende dalla cima verso meridione. Raggiunta lae cresta per balze erbose e rocce a scagliette, si guadagna la sommità, dopo circa 4 ore dalla partenza. Molto ripida e non segnata la salita alla sommità.